# L'ultima cosa bella
L'ultima cosa bella è un film del 2025 co-scritto e diretto da Luca Luongo. È stato presentato fuori concorso alla 75° edizione del Festival Internazionale del Cinema di Berlino.

## Trama
Adele, poco più che ventenne, vive pendolando tra gli eccessi della vita notturna di una Napoli "Babilonia". È convinta che la sua condizione possa migliorare conquistando Renzo, l'affascinante PR della disco dove lavora. Ma quando nella sua vita piomberà inaspettatamente Federico, giovane criptico che sembra provenire da tutt'altra epoca, Adele potrà scoprire la vera bellezza. Federico porterà la ragazza a fronteggiare i fantasmi del suo recente passato, ma forse per lei sarà troppo tardi.

## Produzione
Le riprese del film sono iniziate a Napoli il 1 agosto 2023. Diverse scene sono state girate tra Portici ed altri luoghi della provincia partenopea.

## Promozione
Il teaser trailer del film è stato diffuso il 1 ottobre 2024. La pellicola è stata promossa ed oggetto di dibattito su Rai 1, Rai News 24 e TV 2000.

## Distribuzione
L'ultima cosa bella è presentato in anteprima mondiale al Festival di Berlino 2025, nella sezione fuori concorso EFM, il 17 febbraio. Il film arriva nelle sale cinematografiche italiane il 21 febbraio 2025, con l'anteprima nazionale a Roma. In seguito, è stato distribuito in versione limitata dal 24 febbraio 2025.

## Accoglienza

### Critica

#### Critica italiana e internazionale
Seppur la pellicola susciti divisione durante la sua presentazione alla Berlinale, la critica nazionale ha solitamente giudicato positivamente l'opera prima di Luongo, apprezzandone gli aspetti sociali:
(Domenico Iovane, recensione su  InDialogo, 17 febbraio 2025)
e la linea registica adottata per la narrazione:
(Ilaria Cotarella, recensione su Il Mattino, 20 marzo 2025)

oppure ancora:
(Paola Ciniglio, recensione su PuntoFamiglia, 11 marzo 2025)

## Riconoscimenti
- 2025  – Festival Internazionale del Cinema di Berlino
  - Selezione ufficiale EFM
- 2025  – Capri Hollywood International Film Festival
  - Nomination al Miglior Film dell'Anno
- 2025  – Los Angeles Italia Film Festival
  - Nomination al Miglior Film
- 2025  – Lift-Off First-Time Filmmaker Sessions
  - Premio del Pubblico
  - Nomination al Miglior Film
- 2025  – Sweden Film Awards
  - Nomination alla Miglior Opera Prima a Luca Luongo
- 2025  – Ischia Global Film & Music Festival
  - Nomination al Miglior Film